# Арчі Стаут
Арчі Стаут (англ. Archie Stout; 30 березня 1886 — 10 березня 1973) — американський кінооператор, кар'єра якого тривала з 1914 по 1954 рік. Він працював з Джоном Фордом, в тому числі над такими видатними фільмами як «Форт Апачі» (1948), «Вона носила жовту стрічку» (1949) та «Тиха людина» (1952). Стаут став єдиним кінооператором, який отримав «Оскар», при цьому виконуючи функції помічника режисера. Він також працював над такими фільмами, як «Десять заповідей» (1923) та кількома фільмами про Гопалонга Кессіді та Тарзана. Останнім його фільмом став фільм-катастрофа «Високий та могутній» (1954).

## Особисте життя
Арчібальд «Арчі» Джоб Стаут народився в Ренвіку, штат Айова, у сім'ї Френка та Мері Стаут, 30 березня 1886 року. У нього була молодша сестра на ім'я Бессі А. Стаут, яка народилася у 1887 році.
Арчі Стаут був одружений тричі: вперше з Лаурою Грейс Фуллер. У пари народився син, Джуніус «Молодший» Джоб Стаут, 16 квітня 1910 року в Сан-Дієго. Пізніше, Стаут та Фуллер розлучилися, та Арчі одружувся з Евелін М. Стаут. Однак цей шлюб також не протримався довго, і пара розсталась. На початку 1930-х років Арчі познайомився та одружився з Берніс Віолі Вестон. Вона була на 14 років молодша за Стаута, але вони прожили у шлюбі до смерті Арчі у 1973 році.

## Кар'єра
З раннього дитинства Арчі Стаут мріяв про подорожі, і тому шукав роботу, яка б відповідала цьому бажанню. Він працював в готельному управлінні в Японії та у Гонолулу на Гавайях. Після цього Арчі переїхав до Лос-Анджелеса, щоб спробувати свої сили у сфері нерухомісті, але ця ідея провалилась, і він почав працювати лісником.
У 1914 році Мак Сеннет знімав комедію з Луїзою Фазендою, де була сцена з пеліканом, який «гриз Луїзу ззаду». Однак закон штату Каліфорнія вимагав, щоб представник комітету з захисту тварин був присутній при роботі з пеліканом. Арчі в той час був наглядачем риболовецької та мисливської комісії Каліфорнії, тому був призначений наглядати за поводженням з пеліканом на зйомках фільму. Через кілька днів після зйомок цієї сцени, Стаут продовжив спостерігати за роботою над фільмом, та спілкуватись з Маком Сеннетом та його головним оператором Фредом Джекманом. Джекман попросив Стаута зробити кілька знімків для фонів на дикій природі. Стаут погодився й після короткого уроку про те, як працювати з камерою, піднявся у Високі Сьєрри, та зробив необхідні знімки. Після завершення роботи над фільмом, Джекман побачив потенціальні здібностях Стаута та негайно найняв його.
Арчі кілька років працював оператором комедійних фільмів у Сеннета. Берт Гленнон, оператор Сесіла Б. Деміля, дозволив Арчі робити експериментальні кадри за допомогою рухаючийся камери «Еклі» з 17-дюймовим телеоб'єктивом. Під час перегляду результатів з Демілем та його командою, Арчі згадує, як на екрані з'явився один з його кадрів:
"Він був настільки нечітким, що ви навряд чи змогли б зрозуміти, що це було. Зображення було розфокусовано. Деміль тоді запитав: «Хто знімав це?»
Не вагаючись, я сказав: «Це був я. Так вийшло, бо камера не сфокусувалась.»
Деміль голосно засміявся і вигукнув: «Вперше чую, що оператор визнає, що він відповідальний за погані кадри».
Деміль врешті найняв Арчі в якості кінооператора у свій наступний фільм «Десять заповідей» (1923)
До 1930-х років Стаут заробляв репутацію кінооператора, який працює переважно на відкритому просторі, поза павільйоном. Він постійно ділив посади оператора та помічника режисера. Стаут продовжував розвивати міцні професійні стосунки з актором Джоном Вейном, знявши принаймні 25 фільмів з ним, більшість з яких були вестернами.
Врешті-решт Стаут став частиною знімальної групи режисера Джона Форда, знявши Форт Апачі (1948), Вона носила жовту стрічку (1949), Ріо-Гранде (1950), Майстер фургонів (1950) та Тиха людина (1952). Стаут потрапив до когорти найкращих кінематографістів, які знімали вестерни.
В одному з інтерв'ю Арчі сказав, що в перші вісім років своєї кар'єри він «зняв 300 фільмів для Мака Сеннета». Коли статтю надрукували, він почав знімати свій 500-й фільм. Сам Арчі не був надто вражений числом знятих їм фільмів. Він казав, що «за старих часів один фільм знімали за два-три дні. Як тільки один фільм був знятий, одразу починали знімати інший.»
«Високий та могутній» (1954) став останнім фільмом Стаута, котрий пережив серцевий напад у 1955 році. Він більше не працював у кіноіндустрії до своєї смерті у 1973 році.

## Нагороди та номінації
Арчі Стаут був номінований та виграв свою єдину премію «Оскар» у 1952 році за найкращу операторську роботу разом з Вінтоном К. Хохом у фільмі Джона Форда «Тиха людина». Стауту тоді було 66 років.«Тиха людина» з Джоном Уейном та Морін О'Харою у головних ролях була номінована на сім премій «Оскар», загалом отримавши чотири, в тому числі статуетку найкращого режисера для Джона Форда.

## Трагедія
Під час Другої світової війни син Арчі, Молодший Стаут, у віці 31 року вступив до ВМС США, де працював кінооператором. Він був одним із головних операторів Джона Форда під час висадки в Нормандії. 30 жовтня 1944 року Молодший Стаут був убитий в бою, коли його беззбройний літак летів над островом Джерсі. Німецькі солдати побачили блиск камери, подумавши, що це кулемет, та збили літак.

## Спадщина
В інтерв'ю American Cinematographer в 1945 році Арчі казав:
«Я насправді вважаю, що моя робота з камерою „Еклі“ дала змогу знімати у русі. Можливості рухати камеру під час зйомок, дала змогу кінооператорам вдосконалили свою майстерність. Це прорив для кінематографії.»

## Фільмографія
- The Ten Commandments (photographer) (1923)
- The Drivin' Fool (1923)
- Varsity (1928)
- Men Are Like That (photographer) (1929)
- Небезпечний рай (1930)
- Young Eagles (1930)
- Manslaughter (1930)
- The Benson Murder Case (1930)
- The Sea God (1930)
- Вершник рівнин (1931)
- На варті обов'язку (1931)
- Край чоловіків у розшуку (1931)
- Син полів (1931)
- Мати й син (1931)
- It Pays to Advertise (1931)
- Police Court (1932)
- Син Оклахоми (1932)
- Law of the North (1932)
- Single-Handed Sanders (1932)
- Честь вершника (1932)
- Heritage of the Desert (1932)
- Місцевий ярмарок (1932)
- Young Blood (1932)
- Sagebrush Trail (1933)
- Under the Tonto Rim (1933)
- Sunset Pass (1933)
- Гарцюючий Ромео (1933)
- Втікач (1933)
- Happy Landing (1934)
- Riders of Destiny (1933)
- The Man from Utah (1934)
- The Last Round-Up (1934)
- Межа беззаконня (1934)
- The Trail Beyond (1934)
- Ренді їде наодинці (1934)
- Зірковий пакувальник (1934)
- Захід розколу (1934)
- Blue Steel (1934)
- West of the Divide (1934)
- The Lucky Texan (1934)
- Flirting with Danger (1934)
- Під небесами Аризони (1934)
- Хребет беззаконня (1935)
- Dark Waters (1935)
- Шлях на захід (1935)
- Hop-a-long Cassidy (1935)
- Райський каньйон (1935)
- Вершник світанку (1935)
- The Desert Trail (1935)
- Веселкова долина (1935)
- Техаський жах (1935)
- Конфлікт (1936)
- Руйнівники моря (1936)
- The Hurricane (1937)
- Professor Beware (1938)
- Rulers of the Sea (1939)
- Beau Geste (1939)
- The Westerner (1940)
- Summer Storm (1944)
- It Happened Tomorrow (1944)
- Tarzan and the Amazons (1945)
- Captain Kidd (1945)
- Abilene Town (1946)
- Angel and the Badman (1947)
- Tarzan and the Huntress (1947)
- Форт Апачі (1948)
- Вона носила жовту стрічку (1949)
- Ріо-Гранде (1950)
- Майстер фургонів (1950)
- Outrage (1950)
- Never Fear (1950)
- Hard, Fast and Beautiful (1951)
- Тиха людина (1952)
- Big Jim McLain (1952)
- The Sun Shines Bright (1953)
- Hondo (1953)
- Island in the Sky (1953)
- Trouble Along the Way (1953)
- Високий та могутній (1954)